# Зулфикар Али Бхуто
Зулфикар Али Бхуто (на урду: ذُوالفِقار علی بُھٹّو; на синдхи: ذوالفقار علي ڀٽو) е пакистански политик.
Той е президент на Пакистан (1971 – 1973) и министър-председател на страната (1973 – 1977).
Бхуто е роден в богато мюсюлманско семейство от Ларкана, днешна Индия. Син е на Шах Наваз Бхуто – премиер на Княжество Юнагадх – тогава част от Британска Индия.
От 1957 г. работи в пакистанското представителство при Организацията на обединените нации. Заема постовете министър на търговията и външните работи до 1966 г., когато подава оставка и създава Пакистанската народна партия] (ПНП), която се нарежда сред най-големите и влиятелни в Пакистан. Решен да осъществи резки промени в управлението на страната си, излиза с лозунга „Ислямът – нашата вяра, демокрацията – нашата форма на управление, социализмът – нашата икономическа система“. Предлага програма от икономически реформи, известна като „ислямски социализъм“. Лежи в затвора (1968 – 1969), след което печели изборите (1970) за президент в западната част на страната, но не успява да постигне разбирателство с противника си Муджибур Рахман от източната част. След като президентът не признава резултатите от изборите, започва гражданска война година по-късно, която води до отделянето на Бангладеш.
През 1977 г. Бхуто е свален от власт чрез военен преврат. Тогавашният военен диктатор генерал Зия Ул Хак заповядва (1979) бившият премиер да бъде екзекутиран. Въпреки големия международен натиск върху генерал Зия той не отстъпва от решението си и в ранните часове на 4 април 1979 г. Бхуто е обесен в областния затвор на Равалпинди. Този акт води до вълна от насилие в Пакистан, като немалко пакистанци считат, че диктаторът ген. Зия трябва да сподели същата съдба.
Зулфикар Али Бхуто е погребан в Ларкана, в близост до семейния дом. Начело на създадената от него Пакистанска народна партия застава съпругата му Нусрат Бхуто. Те имат 4 деца, 2 деца от които умират при неизяснени обстоятелства. По-голямата им дъщеря Беназир Бхуто по-късно бива министър-председател на страната (1988 – 1996). Като опозиционен лидер и опонент на президента Первез Мушараф, срещу нея е извършена успешна терористична атака на 27 декември 2007 г. Дни след убийството ѝ за наследник на ПНП е посочен Билавал Бхуто Зардари, внук на Зулфикар Бхуто.